# سابرينا كومبرلاتو
سابرينا كومبرلاتو (مواليد 19 يوليو 1969) هي لاعبة كرة لينة إيطالية شاركت في دورة الألعاب الأولمبية الصيفية لعام 2000.